# Astroma saltense
Astroma saltense är en insektsart som beskrevs av Cândido Firmino de Mello-Leitão 1939. 
Astroma saltense ingår i släktet Astroma och familjen Proscopiidae. Inga underarter finns listade i Catalogue of Life.